# 台灣八景

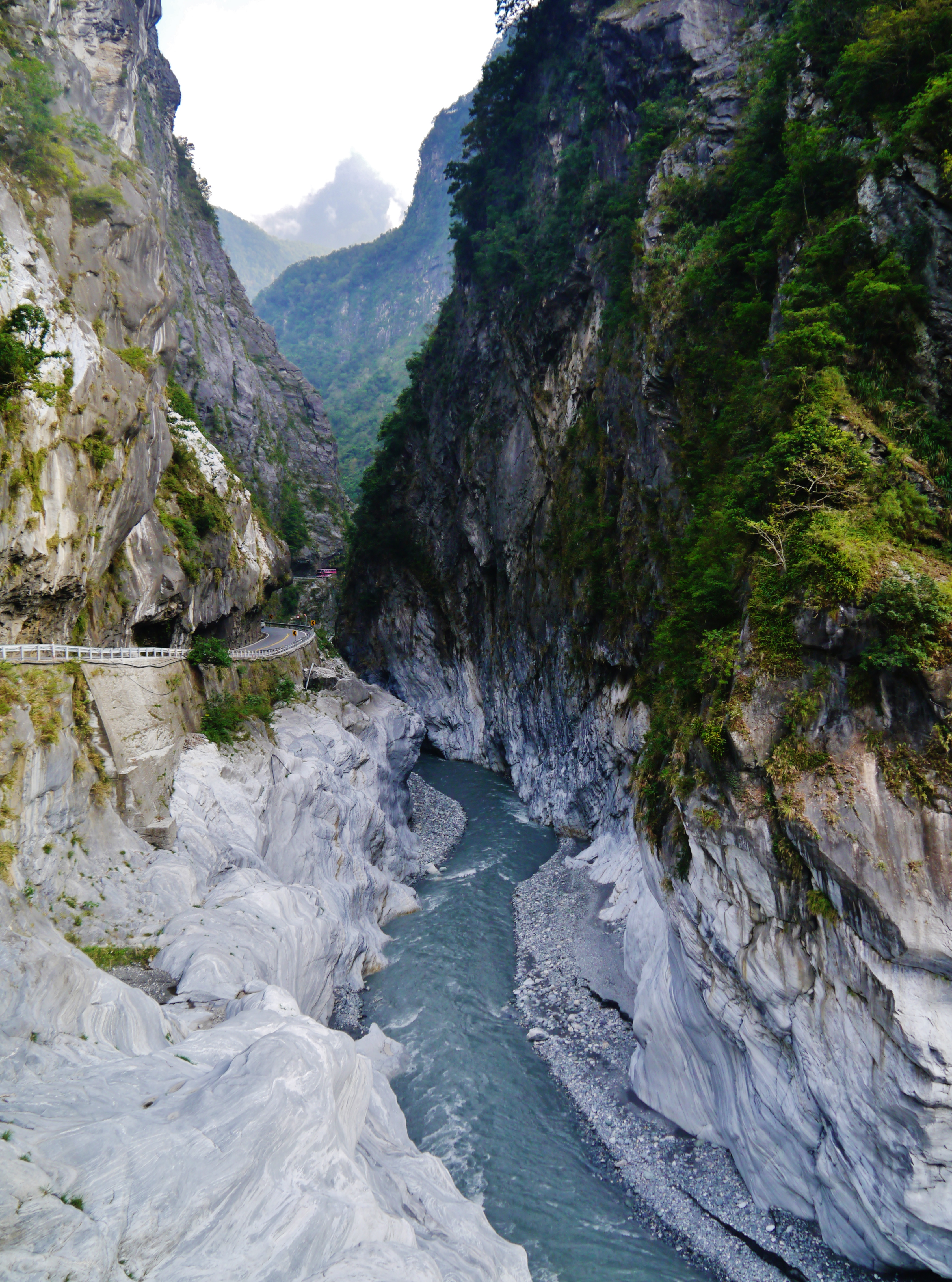
太魯閣

臺灣八景，指的是臺灣的八大景色，隨著時代而有所變遷。

## 清代

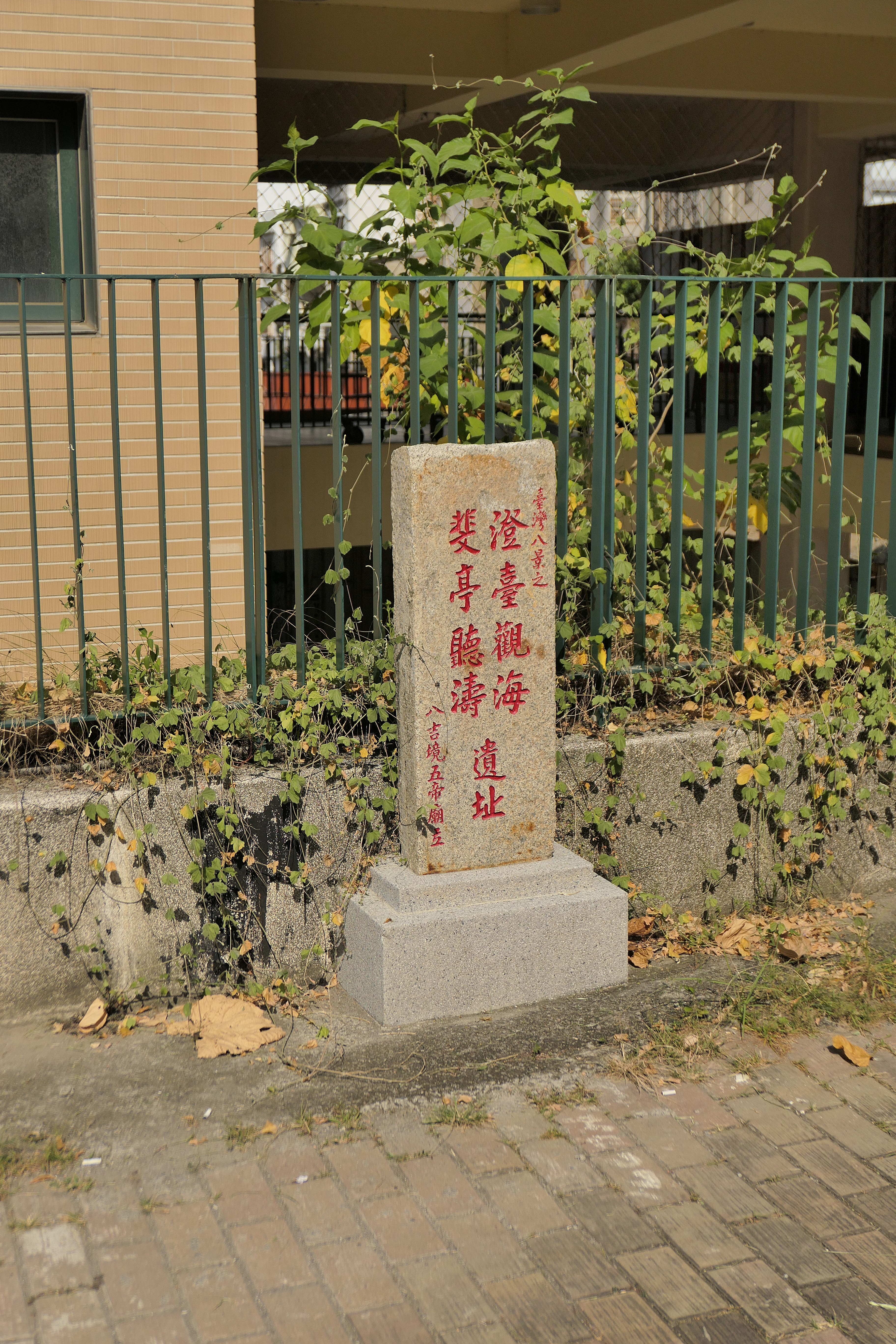
澄臺觀海、斐亭聽濤遺址碑。位在五帝廟後方，永福國小圍牆旁。

### 1696年臺灣八景
在清代，1696年（清康熙35年）的《臺灣府志》中，就有台灣八景的描述。那時選出來的八景分別是：
- 安平晚渡：安平位於昔日鳳山縣境，即今台南市安平區。
- 沙鯤漁火：沙鯤為位於昔日鳳山縣境台江內海上的七個海上沙洲，分為稱為「一鯤鯓」至「七鯤鯓」，即今台南市安平區與南區的海岸地帶。
- 鹿耳春潮：鹿耳指鹿耳門，位於昔日台灣縣境，即今台南市安南區鹿耳門一帶。
- 雞籠積雪：地點有寒冬可能下雪的七星山與大屯山，以及下雪機會極小的雞籠山（今新北市基隆山）、大雞籠嶼（今基隆市和平島）、彰化縣等不同說法，2016年基隆再現雪景，證實古人所見風景，1696年正處於小冰期中[1][2]。1893年1月東亞寒潮是最後一次台灣平地下雪事件。
- 東溟曉日：東溟位於昔日諸羅縣境，實際地點不詳，疑似文人為求與「西嶼」對仗的想像之作。
- 西嶼落霞：西嶼位於昔日台灣縣境，即澎湖群島的漁翁島。
- 斐亭聽濤：斐亭位於昔日台灣府城（今台南市）台廈道衙署後院，為高拱乾所建。
- 澄台觀海：澄台位於昔日台灣府城（今台南市）台廈道衙署後院，為高拱乾所建[3]。

由於當時台灣已開發的地方不多，因此取景也自然而然地受到限制，大部分景色均位於今台南市附近。以今日的觀點而言，實難以代表全台灣的景色分佈狀況。
1747年（乾隆12年）《重修臺灣府志》中有「臺灣𨛦治八景圖」，與前述的八景相同，是臺灣八景最早的圖繪表現。

### 1752年臺邑八景
1752年（乾隆17年）《重修臺灣縣志》中有「臺邑八景」：
| 香洋春耨 | 赤嵌夕照 | 雁門煙雨 | 鹿耳連帆 |
|          |          |          |          |

| 鯤身集網 | 金鷄曉霞 | 鯽潭霽月 | 旗尾秋蒐 |
|          |          |          |          |

## 日治時代

### 1913年臺灣八景
1913年10月31日的臺灣日日新報為慶祝天長節，當日特刊分別以四個版面刊登了八張「臺灣八景」風景寫真，包括：「合歡旭日」、「南岬月明」、「新高倒影」、「珠潭浮嶼」、「關渡歸帆」、「東海石屏」、「旗後落霞」、「北島觀潮」。

### 1927年臺灣八景十二勝二別格
1927年（昭和二年）5月29日，臺灣日日新報社仿效大阪每日新聞社、東京日日新聞社的「日本新八景」讀者票選活動，透過民眾投票方式，舉行臺灣新八景募集。第一階段的參加總票數高達三億五千九百多萬票，之後由第二階段交給審查委員（包含木下信、井手薰、石黑英彥、林熊光、小原時雄、尾崎秀真、加福均三等人），審查基準為：一、為臺灣景色，有特色者。二、規模不小者。三、交通便利以利將來可能的施設。四、考慮史跡及天然記念物。五、考慮亙全島地理的分布。8月25日審查委員於臺灣鐵道飯店討論，最後8月27日於報紙上公布選出的「八景」、「十二勝」與「二別格」。
所選出的臺灣八景如下：
| 基隆旭ヶ岡（旭岡） | 淡水 | 八仙山 | 日月潭 |
|                    |      |        |        |

| 阿里山 | 壽山 | 鵝鑾鼻 | 太魯閣峽（太魯閣峽谷） |
|        |      |        |                        |

另有一說選出的臺灣八景為：
| 烏來 | 淡水 | 八仙山 | 日月潭 |
|      |      |        |        |

| 阿里山 | 八卦山 | 台南安平 | 墾丁 |
|        |        |          |      |

票選出的臺灣十二勝為：
| 北山（草山北投） | 新店 | 大溪（大溪公園） | 角板山 |
|                  |      |                  |        |

| 五指山 | 獅頭山 | 八卦山 | 霧社 |
|        |        |        |      |

| 虎頭埤 | 旗山 | 大里簡 | 太平山 |
|        |      |        |        |

「別格」二處則為臺灣神社與新高山（玉山）。
| 神域 臺灣神社 | 靈峯 新高山 |
|               |             |

## 中華民國時期

### 1953年臺灣八景
1953年，中華民國臺灣省政府重新制訂台灣八景如下:9：
| 雙潭秋月 | 玉山積雪 | 安平夕照 | 阿里山雲海 |
|          |          |          |            |

| 大屯春色 | 魯谷幽峽 | 清水斷崖 | 澎湖漁火 |
|          |          |          |          |

### 2005年臺灣八景
2005年，中華民國交通部觀光局有鑑於景色隨著時空變換而不復舊貌，因此重新票選出臺灣八景如下：
| 臺北101 | 國立故宮博物院 | 日月潭 | 阿里山 |
|         |                |        |        |

| 玉山 | 高雄愛河 | 墾丁 | 太魯閣峽谷 |
|      |          |      |            |